# Josa (Aragó)
Josa és un municipi de la província de Terol i de la comarca de Cuencas Mineras. Al costat d'Alcaine, aquesta població té uns 50 censats, la majoria són jubilats que han tornat de les capitals de província a la seva terra natal per quedar-s'hi. La llengua que s'hi parla habitualment és el castellà amb accent aragonès, ja que l'aragonès gairebé s'ha perdut a tota la província de Terol. Els seus habitants tenen horts i cultius i fan les festes a l'estiu com a la majoria de pobles poc habitats dels voltants (Alcaine, Belchite).